# Ferner Donner
Ferner Donner (Bengalisch: অশনি সংকেত, Aśani Saṃket) ist ein indischer Spielfilm von Satyajit Ray aus dem Jahr 1973. Er entstand nach dem Roman Ashani Sanket von Bibhutibhushan Bandyopadhyay.

## Handlung
Der gebildete Brahmane Gangacharan hat sich gerade mit seiner Frau in einem bengalischen Dorf niedergelassen. Die Distanz der eingesessenen Bauern überwindet er mit dem Angebot als Lehrer für ihre Kinder zu arbeiten und religiöse Zeremonien (Pujas) abzuhalten (Anm.: religiöse Riten im Hinduismus dürfen meist nur von Brahmanen vollzogen werden). Der Zweite Weltkrieg wirft seine Schatten auch auf das abgelegene Dorf. Die Dörfler wissen nicht, wer überhaupt kämpft, auch Gangacharan weiß kaum mehr als dass Japan Singapur eingenommen hat. Der entfernte Lärm von Kampfflugzeugen lässt das Gerücht aufkommen, dass eine Reisknappheit bevorstehe. Die Händler halten zusätzlich Reis zurück, um ihre Profite zu erhöhen.
Für die Dorfbevölkerung beginnt eine Existenz wie für Tiere, sie streunen herum und betteln um Nahrung. Gangacharan hat für sich rechtzeitig vorgesorgt, doch auch seine Reisvorräte werden nicht lang ausreichen. Seine Frau Ananga möchte deshalb für Reis arbeiten gehen, doch Gangacharan als Brahmane ist bei dem Gedanken daran, dass seine Frau körperliche Arbeit außerhalb des Hauses ausübt, schockiert. Bald ist er aber gezwungen, seine Bedenken beiseitezulegen, und Ananga arbeitet mit den anderen Frauen des Dorfes.
Jadu, ein hässlicher Mann mit einem mit Verbrennungsnarben übersäten Gesicht, bietet der Dörflerin Chutki Reis an, wenn sie mit ihm geht, ihm offensichtlich sexuell zu Diensten ist. Sie lehnt ab, doch der Hunger treibt sie später dazu, nachzugeben.
Ananga schickt Gangacharan mit ihren goldenen Armreif nach Reis in ein Nachbardorf. Während er unterwegs ist, geht sie mit anderen Frauen in den Wald nach essbaren Knollen und wird von einem Mann angefallen. Ihre Freundin Chutki tötet ihn mit einer Eisenstange. Aus Hunger geht Chutki auf dem Rückweg wieder mit dem Narbengesicht für Reis.
Eine Frau der Unberührbarenkaste ist die erste Hungertote im Dorf. Gangacharan bricht ein Tabu, als er ihren Puls fühlt und für eine angemessene Kremation sorgt.
Am Ende des Films ist Ananga schwanger und man sieht die Dorfbewohner als Silhouette auf der Suche nach Nahrung davonziehen. Die letzte Einstellung zeigt den Satz: Über fünf Millionen Bengalen starben an Hunger und Epidemien in dem, was als menschengemachte Hungersnot des Jahres 1943 bekannt wurde.

## Hintergrund
Der Film handelt zur Zeit der großen bengalischen Hungersnot 1943–1944 unter der britischen Herrschaft in einem kleinen Dorf. Während der entscheidenden Phase des Zweiten Weltkrieges in Asien hält die britische Regierung zivile Nahrungsmittelvorräte für ihre Armeeangehörigen zurück und die sich wegen zusätzlicher spekulativer Nahrungsmittelknappheit verteuernden Preise sorgen für eine Hungerkatastrophe unter der bengalischen Bevölkerung.
Der Film basiert auf dem gleichnamigen Roman von Bibhutibhushan Bandyopadhyay, der bereits die Vorlage für die Filme der Apu-Trilogie lieferte. Die Ereignisse, die zur Hungersnot führten, werden im Mikrokosmos Dorf beobachtet und die Veränderungen im Leben und Verhalten der Dorfbewohner dargestellt. Es gibt keine Leichenberge.
Rays zweiter Farbfilm wurde nach seiner Aufführung bei der Berlinale 1973 am 15. August 1973 in den indischen Kinos veröffentlicht. Auf der Berlinale gewann der Film den Goldenen Bären. Aus diesem Grund sollte er auf der Jubiläums-Berlinale 2010 im Programm der Retrospektive gezeigt werden; das Vorhaben scheiterte, da es von Ferner Donner keine spielbare Kopie mehr gibt.

## Kritiken
„Trotz des unnachgiebigen Blicks auf das Leid, den Tod, den Wahnsinn einer von Menschen verantworteten Katastrophe, bewahrt Ray einen distanzierenden Blick: Bilder von unberührter Natur und leitmotivisch – Aufnahmen von Schmetterlingen, die nicht fliegen. Ein eher elegischer als anklagender Film“

## Auszeichnungen
- National Film Awards 1973
  - beste Kamera
  - beste Musik
  - bester Film in Bengalisch
- Goldener Bär der Berliner Filmfestspiele 1973
- Gold Hugo des Chicago International Film Festival, 1974